# Ariel Henry
Ariel Henry (ur. 6 listopada 1949) – haitański lekarz i polityk, pełniący funkcję premiera oraz wykonujący obowiązki prezydenta Republiki Haiti od 20 lipca 2021 do 11 marca 2024 roku.
Jego osoba wzbudziła kontrowersje, gdy odmówił współpracy z władzami w sprawie jego powiązań z Josephem Felixem Baido, będącym jednym z podejrzanych o zorganizowanie zabójstwa prezydenta Jovenela Moïse 7 lipca 2021. Śledczy podejrzewali, że Ariel Henry jest również zamieszany w planowanie zabójstwa.

## Życiorys
W latach 1977–1981 studiował medycynę, specjalizując się w neurochirurgii, następnie także neuropatologii i neurofizjologii. W 1982 roku uzyskał doktorat z medycyny na Uniwersytecie w Montpellier. W 1989 roku uzyskał stopień magistra na kierunku zdrowie publiczne na Loma Linda University, a w 1990 roku ukończył studia podyplomowe na Uniwersytecie Bostońskim.
Praktykę lekarską podjął w Montpellier. W latach 1985–1987 był administratorem Hôpital Adventiste d'Haiti, a w latach 1987–1996 pracował w szpitalu Uniwersytetu Haiti. Następnie pracował jako konsultant w Center for Disabled Children of Saint-Vincent w Port-au-Prince, od 2014 roku był ordynatorem oddziału neurochirurgii w Bernard Mevs Hospital. Pracował także jako nauczyciel akademicki na Uniwersytecie Haiti.
Od 2008 do 2011 roku pełnił funkcję szefa sztabu ministra zdrowia publicznego Haiti. W od stycznia do września 2015 roku pełnił urząd ministra spraw wewnętrznych. Od września 2015 roku do marca 2016 roku pełnił funkcję ministra pracy i spraw socjalnych.
5 lipca 2021 roku został nominowany na premiera Haiti. Zaprzysiężony został 20 marca tego samego roku.
25 lutego 2024 Henry udał się z podróżą zagraniczną do Kenii, aby podpisać porozumienie o rozmieszczeniu 1000 kenijskich policjantów na Haiti.  W drodze powrotnej samolot nie był w stanie wylądować, ze względu na okupację międzynarodowego portu lotniczego im. Toussaint Louverturea przez haitańskie gangi. Lądowanie odbyło się jednak w Puerto Rico, gdzie Henry zatrzymał się i nie powrócił do kraju.  
Po spotkaniu na Jamajce z przywódcami państw karaibskich i sekretarzem stanu USA Antonym Blinkenem 11 marca tego samego roku, Henry złożył rezygnację ze stanowiska premiera, która ma wejść w życie wraz z utworzeniem tymczasowej rady prezydenckiej.